# シャーメイン・フォン
方皓玟（シャーメイン･フォン、拼音: Fong Ho Man。1980年5月1日 -）は、香港出身の女性歌手・女優である。本名は呉嘉欣。血液型はB型。星座はおうし座。デビュー時はシネポリー・レコード所属。後に移籍し、現在は東亜娯楽有限公司所属。
代表曲は「假使世界原來不像你預期」、「願」、「人話」、「還要去過生活」。

## 音楽作品

### アルバム
- 2002年7月16日：「Do You Know」（中国語）
- 2003年8月22日：「夢的捕手」（中国語）
- 2006年12月6日：「歓迎光臨」（広東語）
- 2007年1月19日：「歓迎光臨（加強版）」（広東語、特典ディスクなどをつけた別バージョン）
- 2009年1月19日：  「失而復得」（広東語 / 中国語）
- 2009年5月22日： 「Unlock Me」（広東語）
- 2011年4月21日：  「方白告王文」（広東語 / 中国語）
- 2011年12月1日：  「Dun U Dare」（広東語）
- 2015年12月20日： 「404 Not Found」（広東語 / 中国語）
- 2017年10月9日：  「My Spiritual Life」（広東語 ）
- 2019年12月13日： 「Time Capsule」（広東語 / 中国語）

### 合唱参加曲とその他のシングル
- 2002年

烈焔紅唇
熱愛青春（李彩華、方力申、鄧健泓と共に）
好心分手（葉文輝と共に）
貌離神合（劉偉恒と共に）
恋上痛苦
- 2003年

難得你
Say Something
預約夏天（邱澤とデュエット）
- 2004年

What We What（李彩華、楊千嬅と共に）
- 2005年

B420

## 作詞提供作品

### ソロ作品
| 年     | 楽曲タイトル                 | 収録CDタイトル                           | 注釈                       |
| 2002年 | 愛要譲你知                   | Do You Know                              | 作詞                       |
| 2002年 | 閉嘴                         | Do You Know                              | 作詞                       |
| 2002年 | 再一次                       | Do You Know                              | 作詞                       |
| 2002年 | 恋之道                       | Do You Know                              | 作詞                       |
| 2003年 | 坐電梯                       | 夢的捕手                                 | 作詞                       |
| 2006年 | 全天候愛上                   | 歓迎光臨                                 | 作詞                       |
| 2006年 | 如果想我哭                   | 歓迎光臨                                 | 作詞                       |
| 2006年 | 聴話                         | 歓迎光臨                                 | 作詞                       |
| 2006年 | 歓迎光臨                     | 歓迎光臨                                 | 作詞/作曲                  |
| 2006年 | 胭脂鬨                       | 歓迎光臨                                 | 作詞                       |
| 2006年 | 献技                         | 歓迎光臨                                 | 作詞                       |
| 2006年 | 小兔                         | 歓迎光臨                                 | 作詞                       |
| 2006年 | 変節戯                       | 歓迎光臨                                 | 作詞                       |
| 2006年 | 労絲萊絲（ロールス・ロイス） | 歓迎光臨、自作自楽 II（Demo Project II） | 作詞                       |
| 2006年 | 拖字闕                       | 歓迎光臨、Show Everywhere                | 作詞、王浩信とのデュエット |
| 2006年 | 新鮮人                       | 歓迎光臨                                 | 作詞/作曲                  |
| 2006年 | 捉迷藏                       | 歓迎光臨                                 | 作詞                       |

### その他の提供作品
- 2004年 E-Kids「再見4.1」（作詞）
- 2004年 何韻詩「花迷恋」（艶光四射、作詞）
- 2005年 鄭融「小龍女」（Beat Heat、陳少琪と共に作詞）
- 2006年 陳詠瑜「今非昔比」（自作自楽Demo Project、作詞）
- 2008年 戴夢夢「花木難」（作曲、作詞)

## 主な出演作品

### 映画
- 2007年：『毎当変幻時』（ゲスト出演）
- 2008年：『三不管』
- 2008年：『神槍手』
- 2008年：『愛情萬歳』
- 2009年：『死神傻了』
- 2010年：『越光宝盒』
- 2010年：『志明與春嬌』
- 2010年：『婚前試愛』
- 2011年：『人約離婚後』
- 2011年：『猛男滾死隊』
- 2011年：『猛鬼愛情故事』
- 2012年：『春嬌與志明』
- 2012年：『男人如衣服』
- 2012年：『懸紅』
- 2014年：『澳門街』
- 2014年：『六福喜事』
- 2016年：『愛在深秋』
- 2016年：『刑警兄弟』
- 2016年：『打開我天空』
- 2016年：『一念無明』

### テレビドラマ
- 2003年：台湾中視「原味の夏天」（ゲスト出演）

### CM
- 2002年：セブンアップ
- 2002年：ABNアムロ銀行
- 2002年：ニュー・ワールド・ホールディングスshopping mall
- 2006年：オリンパスデジタルカメラ
- 2007年：オリンパスデジタルカメラ

### ラジオドラマ
- 2002年：CR1「落入凡間的天使」
- 2002年：CR1「8點‧再見」

### テレビ番組司会
- 2007年：Roadshow「愛猫勿語」
- 2007年：Roadshow「十大手機鈴声排行榜」